# دکسکلرفنیرامین
دکسکلرفنیرامین (به انگلیسی: Dexchlorpheniramine)
رده درمانی: آنتی‌هیستامین‌ها .
اشکال دارویی: قرص، شربت

## موارد مصرف
کاربرد اصلی این دارو مهار علائم هیستامینرژیک (مانند آبریزش بینی و...) در سرماخوردگی، حساسیت و کهیر است . در ترکیب برخی از داروهای سرماخوردگی نیز استفاده شده است.

## عملکرد
دکسکلرفنیرامین از گروه آلکیل آمینها و ایزومر راست گردان کلرفنیرامین است؛ مانند سایر آنتی هیستامینها خواص آنتاگونیست گیرنده H۱ هیستامین و خواص آنتی کولینرژیکی دارد.

## عوارض جانبی
عوارض هیستامینرژیک مانند گیجی و خواب آلودگی و عوارض آنتی کولینرژیک مانند خشکی دهان.